# Giorgio Pinchiorri
(Luigi Veronelli)
Giorgio Pinchiorri (Pavullo nel Frignano, 6 ottobre 1943) è un imprenditore, enologo, ristoratore, gastronomo, italiano. È il fondatore e proprietario, assieme ad Annie Féolde, di uno dei ristoranti d'Italia più famosi nel mondo, l'Enoteca Pinchiorri di Firenze.

## Biografia
Giorgio Pinchiorri, trasferitosi con la madre in Toscana appena ragazzo, frequenta la scuola alberghiera di Firenze con indirizzo sala.
Dal 1969 al 1971 effettua vari corsi di formazione enologica dove vince anche il premio "Bruno Deserti" per aver progettato e realizzato un mobile da decantaggio per il vino rosso, adatto alla ristorazione.
Dopo varie esperienze lavorative in alcuni locali di Firenze quali la "Loggia" e la "Buca Lapi" (dove stringe un forte legame di amicizia con l'allora rinomato chef, Gino Noci) nel 1972 entra a far parte dell'organico dell'Enoteca Nazionale, in qualità di sommelier e direttore.
Nel 1974, anno in cui approda all'Enoteca Nazionale Annie Féolde, prima fidanzata e poi moglie di Pinchiorri, si pensa di dare l'opportunità ai clienti, oltre che di acquistare, di assaggiare il vino e poter mangiare dei piccoli "stuzzichini".
Nel 1979 Pinchiorri e la Féolde acquistano tutto il locale ed iniziano i lavori di ampliamento delle cucine e della cantina, che si arricchisce di vini francesi, californiani ed altri ancora: nasce così l'attuale Enoteca Pinchiorri.
Il primo riconoscimento è stato il "Sole" di Luigi Veronelli, successivamente nel 1982 la prima stella della "guida Michelin" e l'anno successivo la seconda.
La terza stella della guida Michelin viene acquisita per la prima volta nel 1993, ma viene persa 2 anni dopo a causa di un grave incendio che danneggia il locale e la cantina, venendo poi conquistata stabilmente a partire dal 2004. Si tratta del primo caso al di fuori della Francia in cui un ristorante ottiene di nuovo la terza stella dopo averla persa.
La cantina del ristorante vanta oggi più di 3.500 referenze in carta, con un numero di bottiglie superiore alle 100.000 unità.
Tra i vari riconoscimenti del ristorante, la cantina è classificata a partire dal 1984 dal Wine Spectator come una tra le prime al mondo.
In occasione dei 40 anni di attività dell'Enoteca Pinchiorri e della casa di alta moda Stefano Ricci, Pinchiorri seleziona per la maison un vino esclusivo contenuto in una bottiglia in cristallo con ricami in oro e platino e disegnata da Stefano Ricci.

## Impegno sociale
Dal 2008 Pinchiorri organizza per gli anziani di Montedomini il pranzo di Natale.

## Riconoscimenti
- 1997: Giorgio Pinchiorri - Premio "Giorgio Fini" - Città di Modena.
- 2000: Pavullo nel Frignano - Premio il “Pinone d'oro" per cittadino d'eccellenza di Pavullo nel Frignano.
- 2002: Versilia: "Premio Versilia".
- 2004: Firenze - "Fiorino d'oro" conferito dalla città [7].
- 2011: Firenze - "Ambasciatore della Confraternita del Gnocco d'Oro nel mondo"
- 2013: Firenze - "Acino d'Oro" della Cantina Produttori Cormons